# Ruddy Pomarède
 (août 2012).
Si vous disposez d'ouvrages ou d'articles de référence ou si vous connaissez des sites web de qualité traitant du thème abordé ici, merci de compléter l'article en donnant les références utiles à sa vérifiabilité et en les liant à la section « Notes et références ».
Ruddy Pomarède est un acteur, réalisateur et scénariste français.

## Biographie
Il est l'auteur de la websérie Damned sortie en 1998, puis de la websérie Flander's Company diffusée sur la chaîne Nolife depuis 2008. Les deux séries sont librement visionnable sur internet. Il est initiateur, scénariste, réalisateur et acteur de ces deux séries et assure également la post-production où sont créés les effets spéciaux. Dans Damned il joue le rôle de Sinji, le personnage principal. Dans la Flander's Company, il joue le rôle de Caleb, savant fou accro à la caféine.

### Vie privée
Il enseigne au collège du Cèdre, au Vésinet, en tant que professeur de physique-chimie. Son frère Jean Pomarède a coécrit certains épisodes de la série Damned, dont il est également l'un des principaux acteurs.

## Filmographie
- 1998-présent : Damned : Sinji
- 2008-présent : Flander's Company : Caleb
- 2012-2013 : France Five  (épisodes 5 et 6) : Succulard

## Publications
- Ruddy Pomarède et Tod, Flander's Company, t. 1, Kazé, 4 juillet 2012, 48 p. (ISBN 978-2820304070)
- Ruddy Pomarède et Tod, Flander's Company, t. 2 : Le mal, c'est classe !, Kazé, 21 août 2013, 48 p. (ISBN 978-2820305800)
- Ruddy Pomarède et Tod, Flander's Company, t. 3 : Le mal s'habille en Chantal, Olydri, août 2017, 48 p. (ISBN 979-1095780090), p. 46
- Ruddy Pomarède, Tod et Florence Torta, Flander's Company, t. 4 : Divine Comedie, Olydri, août 2022, 48 p. (ISBN 979-1095780090), p. 46

## Référence
1. ↑  « Flander's Company : l'interview ! », sur FilmsActu (consulté le 20 mars 2023)